# Mercedes-Benz F 300 Life Jet
Der Mercedes-Benz F 300 Life Jet war ein dreirädriges Konzeptfahrzeug von Daimler-Benz, das auf dem Internationalen Automobil-Ausstellung 1997 präsentiert wurde.

## Geschichte
Nach einer Vorstands-Erprobungsfahrt am 23. Dezember 1995 mit einem Versuchsträger auf dem Hockenheimring entwickelte Mercedes-Benz den F 300 zu einem seriennahen Ausstellungsfahrzeug für die IAA 1997. Das Fahrzeug blieb ein Unikat. Es wurde später für einige Zeit im Mercedes-Benz Museum ausgestellt.

## Konstruktion

### Antrieb
Ein Viertakt-Ottomotor mit 4 Zylindern und 1,6 Liter mit elektrohydraulisch gesteuertem 5-Gang-Schaltgetriebe und sequenzieller Gangwahl trieb über einen Zahnriemen das Hinterrad an. Der 75 kW leistende Motor entstammte der A-Klasse von Mercedes-Benz.

### Fahrwerk
Die aktive Wanksteuerung („Active Tilt Control“, abgekürzt ATC) steuerte die Schräglage der Vorderräder und der Kabine mit dem Hinterradantrieb bis zu einem maximalen Neigungswinkel von 30 Grad.
Sie besteht aus einer Hydraulikpumpe, einem Neigungsgeberzylinder und zwei Hebelwellen, die bei Bedarf die oberen Anlenkpunkte der schräg eingebauten Feder-Dämpfer-Einheiten verschieben.
Der Sollwert der Neigung wird aus der Fahrgeschwindigkeit, der Querbeschleunigung und den Lenkwinkel errechnet.
Die Active Tilt Control wurde weiterentwickelt zu einem System namens Active Body Control, das 1999 für die neue Mercedes S-Klasse (Mercedes-Benz Baureihe 220) bestellt werden konnte.

### Karosserie
Die zweisitzige Karosserie war aus Aluminium gebaut und wog 89 Kilogramm.